# Bénarville
Bénarville är en kommun i departementet Seine-Maritime i regionen Normandie i norra Frankrike. Kommunen ligger i kantonen Goderville som tillhör arrondissementet Le Havre. År 2022 hade Bénarville 262 invånare.

## Befolkningsutveckling
Antalet invånare i kommunen Bénarville
| Referens: INSEE |